# Vittorio Rossello
Pour l’article ayant un titre homophone, voir Rosello (homonymie).
Vittorio Rossello, né le 28 janvier 1926 à San Bernardo et mort le 11 octobre 2016 à Savone,, est un coureur cycliste italien. Professionnel de 1946 à 1956, il a notamment remporté une étape du Tour de Suisse. Ses frères Vincenzo et Mario ont également été coureurs cyclistes.

## Palmarès
- 1945
  - Coppa Guglielmetti
- 1946
  - 4e étape du Tour d'Émilie amateurs
  - Milan-Tortone
  - 2e du Tour des Apennins
- 1947
  - 3e de Milan-Tortone
- 1948
  - 2e de Milan-San Remo
  - 2e du Tour d'Émilie
- 1949
  - 8e du Tour de Suisse
- 1951
  - 6e étape du Tour de Suisse
  - 5e du Tour de Suisse
- 1953
  - 3e du Tour du Latium
- 1955
  - 2e étape secteur a de Rome-Naples-Rome

## Résultats sur les grands tours

### Tour d'Italie
- 1947 : abandon
- 1948 : abandon
- 1949 : 19e
- 1950 : 24e
- 1951 : 22e
- 1952 : 15e
- 1953 : 39e